# Peter Wilhelm Lund
Aquest autor és citat en taxonomia animal amb el nom «Lund».
Peter Wilhelm Lund (nascut el 14 de juny del 1801 a Copenhaguen - mort el 25 de maig del 1880 a Lagoa Santa, Brasil) fou un paleontòleg danès.
El 1818 es graduà en lletres i en medicina.
El 1825 realitzà el seu primer viatge per crear una col·lecció de vegetals i una altra d'insectes a Rio de Janeiro, Brasil, país al qual tornaria el 1833 per instal·lar-se definitivament a Lagoa Santa (Minas Gerais), pensant que el clima l'ajudaria a suportar la seva malaltia respiratòria. En aquesta zona de relleu kàrstisc, Lund explorà sistemàticament les cavernes i compongué la seva col·lecció de més de dotze mil restes fòssils del Plistocè i de les restes de l'Homem de Lagoa Santa, un homínid de característiques negroides, a la gruta Lapinha (1834). Com que les seves investigacions eren finançades per la Corona Danesa, els ossos d'aquest homínid foren enviats al Museu de Zoologia de Copenhaguen. També descobrí nombroses eines lítiques i pintures rupestres.
Fou el primer naturalista a descobrir Speothos venaticus (1842). També postulà correctament l'existència de dues (i no una) espècies extintes de peresós gegant, cosa que fou confirmada un segle i mig més tard. També estudià els esquelets d'espècies extintes de cavalls americans i el maquerodontí Smilodon populator.
El 1844, la salut de Lund s'agreujà i interrompé la seva activitat científica. S'ha dit que la teoria de l'evolució de Darwin (que conegué i cità els treballs de Lund) i les seves pròpies troballes impactaren en la fe luterana de Lund.